# Villermain
Villermain – miejscowość i gmina we Francji, w Regionie Centralnym, w departamencie Loir-et-Cher.
Według danych na rok 1990 gminę zamieszkiwało 250 osób, a gęstość zaludnienia wynosiła 9 osób/km² (wśród 1842 gmin Regionu Centralnego Villermain plasuje się na 891. miejscu pod względem liczby ludności, natomiast pod względem powierzchni na miejscu 396.).